# Ausstoßen
Als Ausstoßen bezeichnet man zwei Vorbereitungsverfahren der Lebensmittelherstellung.
Für die Zubereitung von Wildgerichten ist es nötig, das Fell (die Decke) vom Tierkörper zu trennen. Dafür verwendet man spezielle Ausbeinmesser, die für den Einsatz besonders geformt sind.
Bei der Herstellung von Fleischgerichten ist es teilweise nötig, größere Knochen vom Fleisch so zu trennen, dass die Muskelstruktur komplett erhalten bleibt. Insbesondere die Röhrenknochen der Gliedmaßen werden dabei mit speziellen Ausbeinmessern wie dem Polker herausgelöst.